# Васильев, Борис Афанасьевич
Борис Афанасьевич Васильев (наст. фам. Гольберг; «Ортодокс», «Леонид»; 1889—1937) — революционер-коммунист.

## Биография
С юношеских лет вошел в подпольную революционную работу в Воронеже. С 1904 года член РСДРП (б) и почти все время работал в качестве профессионала-партийца в Крыму, Донбассе и ряде пунктов Украины. В 1911 году эмигрировал во Францию, где пробыл до 1917 года.
После революции был председателем Тамбовского губернского совета профессиональных союзов, в 1920 году работал в Донбассе, а затем, в период ликвидации восстания Антонова, был избран секретарем Тамбовского губ. комитета РКП(б). После этого был переброшен на Урал и заведовал организационным отделом Уральского областного комитета РКП (б) (Свердловск).
С 1925 года — активный работник Коминтерна. 
В 1925—1926 гг. — политический секретарь Восточного отдела ИККИ. В 1927—1928 гг. — заместитель; в 1928—1934 гг — заведующий Организационным отделом ИККИ. В 1934—1935 гг. — помощник секретаря ИККИ Д. З. Мануильского. В 1935—1937 гг. — заведующий Сектором экстерриториальных партийных организаций Отдела руководящих партийных органов ЦК ВКП(б).
Арестован 17 сентября 1937 года по обвинению в участии в антисоветской троцкистской организации. Приговорён 26 ноября 1937 г. ВКВС СССР к ВМН (расстрел). В тот же день приговор приведён в исполнение. Реабилитирован 11 апреля 1956 г. ВКВС СССР. В Тамбове именем Б. А. Васильева названа улица.